# Alexander Uninski

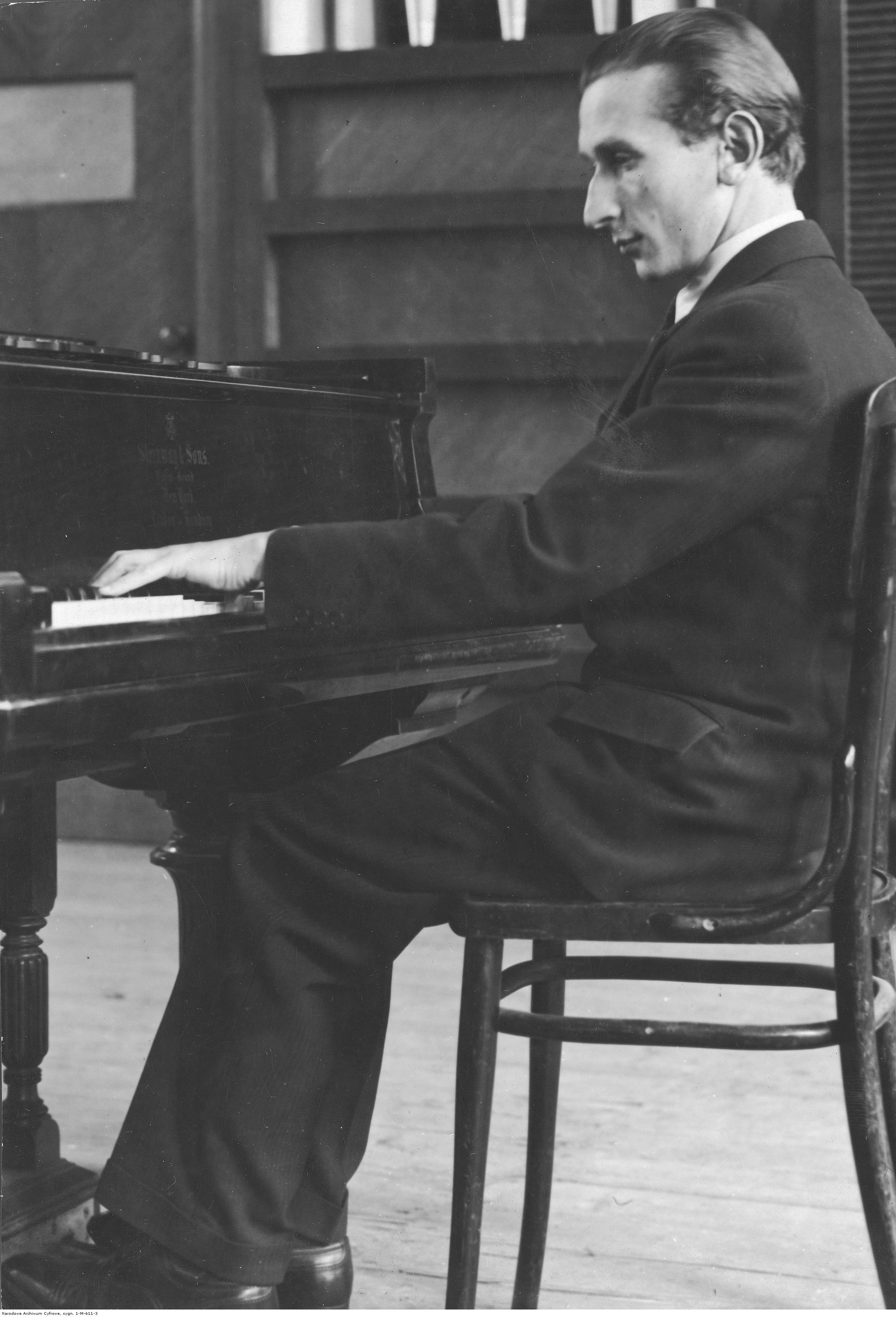
Alexander Uninski

Alexander Uninski (* 15. Februar 1910 in Kiew, Russisches Kaiserreich (heute: Ukraine); † 19. Dezember 1972 in Dallas, Texas) war ein US-amerikanischer Pianist ukrainischer Herkunft.

## Leben und Wirken
Alexander Uninski studierte am Kiewer Konservatorium. Im Jahre 1932 gewann er beim Internationalen Chopin-Wettbewerb den 1. Preis. Seit 1955 war er Professor in der Hochschule für Musik Toronto. Auch unterrichtete er an der Southern Methodist University. 